# Jupe
Pour les articles homonymes, voir Jupe (homonymie).
La jupe (de l'arabe joubba pour long vêtement de laine) est un vêtement fixé au niveau des hanches ou de la taille pour couvrir tout ou une partie du bas du corps sans division pour chaque jambe et sans qu'en principe les bords inférieurs soient refermés.
Selon les cultures, la jupe est portée préférentiellement par les hommes (kilt, sarong, etc.) ou par les femmes (sari, etc.).
Depuis 1672, le terme désigne en Europe un vêtement presque exclusivement féminin.

## Histoire

### En Occident
Dans l'Antiquité, les Romains et les Grecs portaient des habits semblables à des jupes, tels la tunique et la toge pour les hommes, ou le péplos et le chiton pour les femmes.
Au contact des peuples germaniques et celtes qui avaient adopté ce type de vêtement, le pantalon commença à se populariser chez les soldats romains, puis dans le reste de la population masculine vers le IIIe siècle. Le pantalon resta néanmoins longtemps considéré comme un vêtement « barbare », comme en témoignent les décrets impériaux de 397 et 399 qui en interdisaient le port dans Rome,.
La tunique continua à être portée au cours du Haut Moyen Âge. L'habit religieux, quant à lui, évolua peu pendant cette période et les suivantes, et le clergé continua à porter des robes.
Vers l'an mil, à la fin du Haut Moyen Âge, les nobles abandonnèrent la tunique courte pour des vêtements plus longs. Les vêtements masculins et féminins étaient alors très similaires entre eux. Néanmoins, contrairement aux hommes, les jupes des femmes n'étaient pas censées découvrir leurs pieds. En témoigne la réaction du majordome de la reine Jeanne de Navarre à la fin du XIIIe siècle, à qui l'on présentait une paire de bas de soie en guise de cadeau de mariage pour celle-ci : il jeta les bas à terre et s'écria « Ignorez-vous donc que les Reines d’Espagne n’ont point de jambes ? ».
Vers le XIVe siècle, la tunique pour homme commença à nouveau à se raccourcir, tandis que les femmes conservaient de longues robes.
À partir du XVIe siècle, les tuniques courtes et les collants des hommes se muèrent progressivement en culottes, hauts-de-chausse et pantalons, définissant par opposition la jupe comme un vêtement typiquement féminin.
Au cours du XIXe siècle, la coupe des vêtements féminins se modifia plus rapidement qu'aux siècles passés. La jupe, au départ assez étroite, prit de l'ampleur et atteignit une taille spectaculaire dans les années 1860 avec la jupe à crinoline.
La longueur des jupes était un sujet régulier de discussion et de polémique pendant le XXe siècle. Cette longueur se raccourcit à la veille de la Première Guerre mondiale, durant laquelle l’habillement des femmes évolue dans un sens pratique. La jupe remonta jusqu’aux genoux pendant les Années folles, symbole d'émancipation des garçonnes. Puis à l'approche des années 1930, les couturiers choisirent de rallonger à nouveau les jupes. The New York Times rapporte des remarques de femmes considérant ce « retour en arrière » comme « une tentative insidieuse de les ramener à l’état d’esclaves », les jupes courtes étant perçues comme le symbole d’une émancipation. La minijupe est le vêtement le plus emblématique des évolutions des mœurs des années 1960, bien qu'elle participe au renforcement d'autres exigences sur le corps des femmes telles que la minceur. Puis les longueurs de jupe continuèrent à varier les décennies suivantes, de la minijupe à la jupe midi, ou à la jupe crayon, fendue ou non.
Le XXe siècle fut aussi le témoin d'un recul de la jupe par rapport au pantalon, alors porté quotidiennement par les femmes, et par le clergé catholique, le pape Jean XXIII ayant supprimé en 1962 l'obligation du port de la soutane.

### Un «corset invisible»
Comme la robe, les formes de la jupe viseront surtout à entraver les mouvements des femmes[réf. nécessaire], avant d'être simplifiées au début du XXe siècle avec la popularisation du tailleur. Selon Pierre Bourdieu, la jupe est un « pense-bête » qui rappelle aux femmes les exigences sociales de leur féminité, un « corset invisible » qui les oblige à marcher et à se tenir d'une certaine façon. Il la compare à la soutane qui rappelle au prêtre de manière permanente son statut de prêtre en l'empêchant par exemple de courir. En outre le fait que, selon la manière dont elle se tient, une jupe risque de laisser voir plus que ce que la femme désire montrer, rend la jupe « difficile à porter » et cette difficulté est selon Bourdieu la marque de « la contradiction de l'attente sociale envers les femmes » qui leur demande à la fois d'être en position de séduction et dans la discrétion, « visibles et invisibles. »

## Types de jupes

### Aujourd'hui, dans la culture occidentale

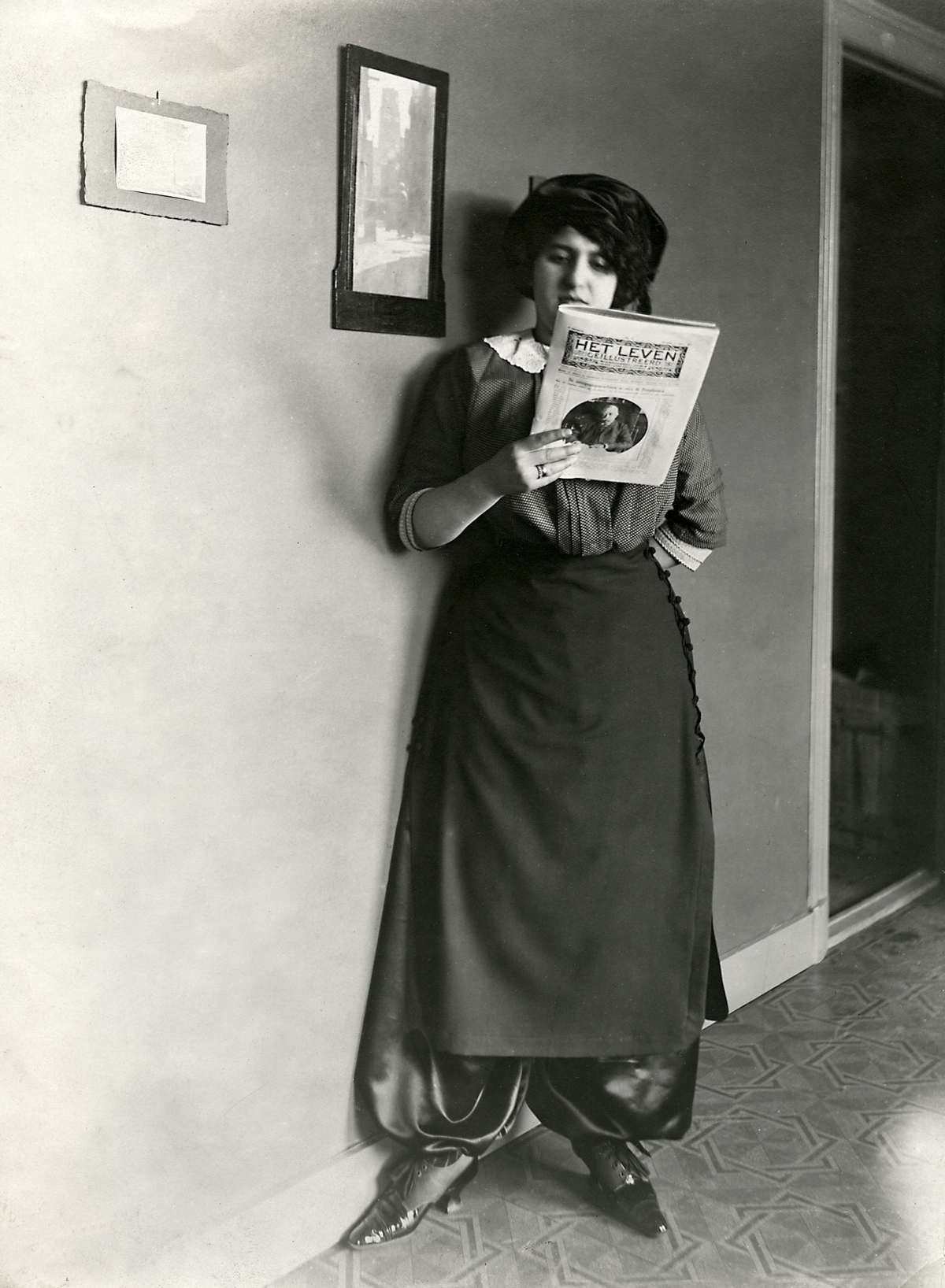
Sophie de Vries-de Boer (nl) portant une jupe-culotte dans les bureaux de Het Leven. Geïllustreerd (nl) (1911).
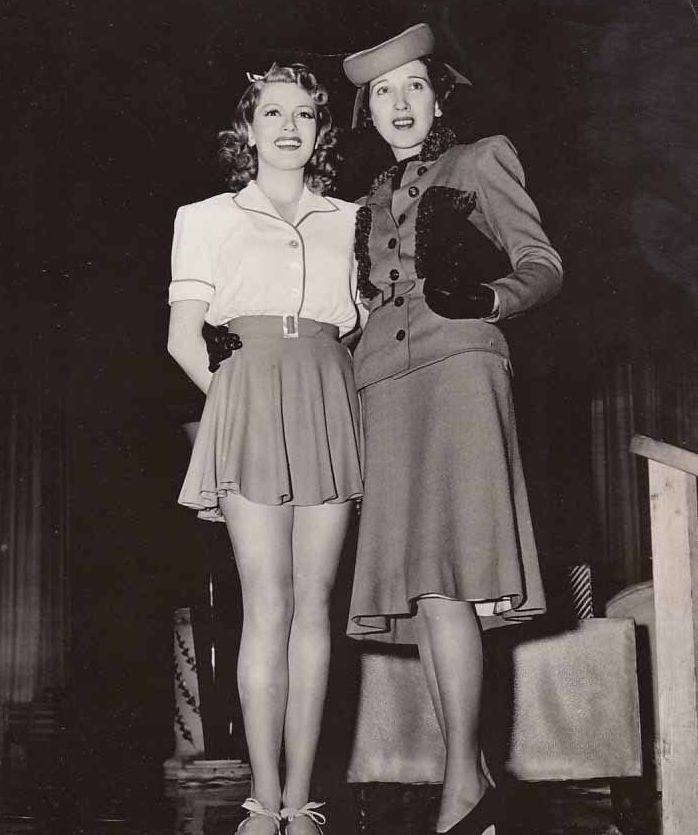
Lana Turner (à gauche) en jupe patineuse (1941).
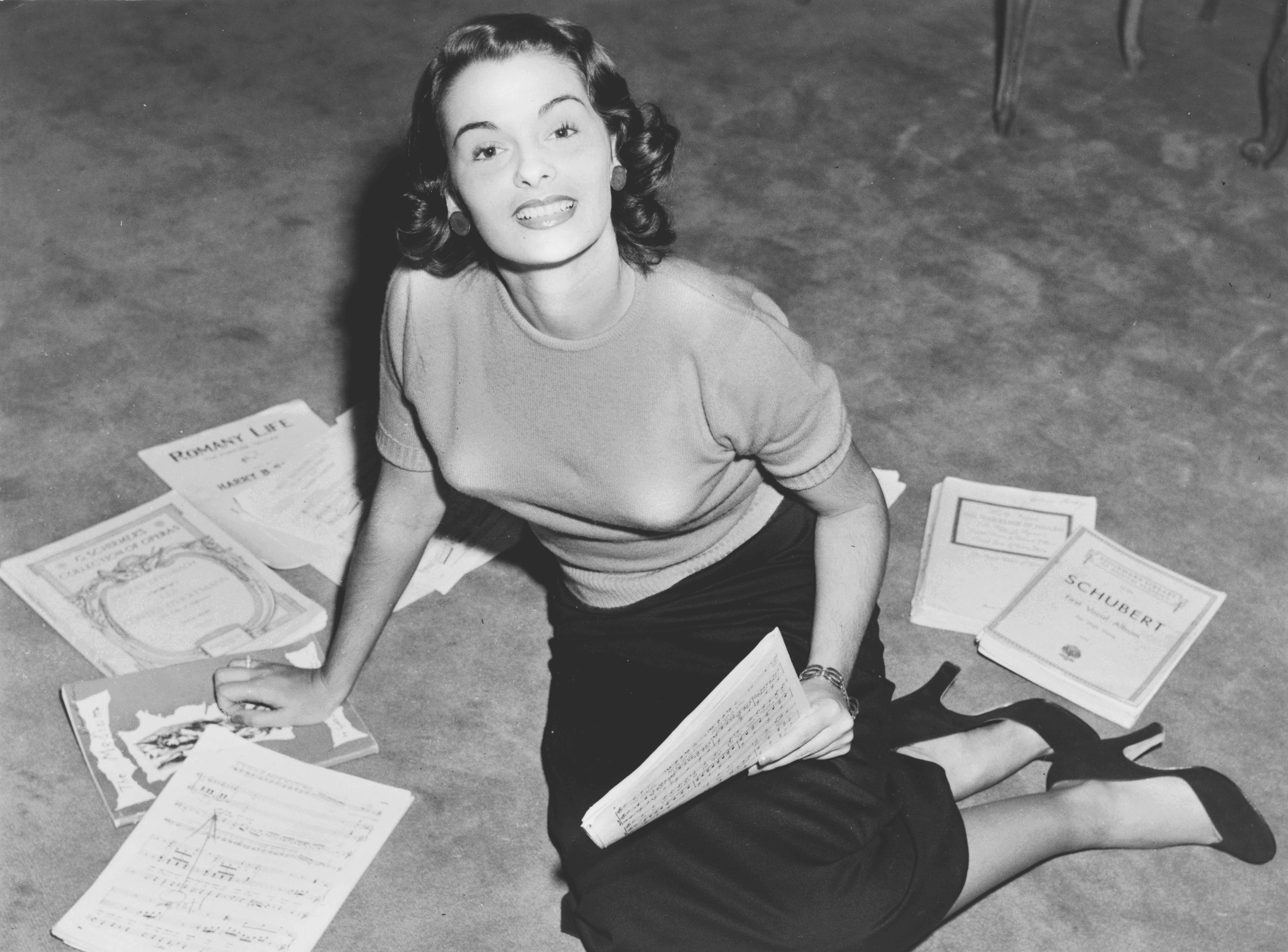
Yolande Betbeze, miss America en jupe (1950). Photo : Dick DeMarsico.
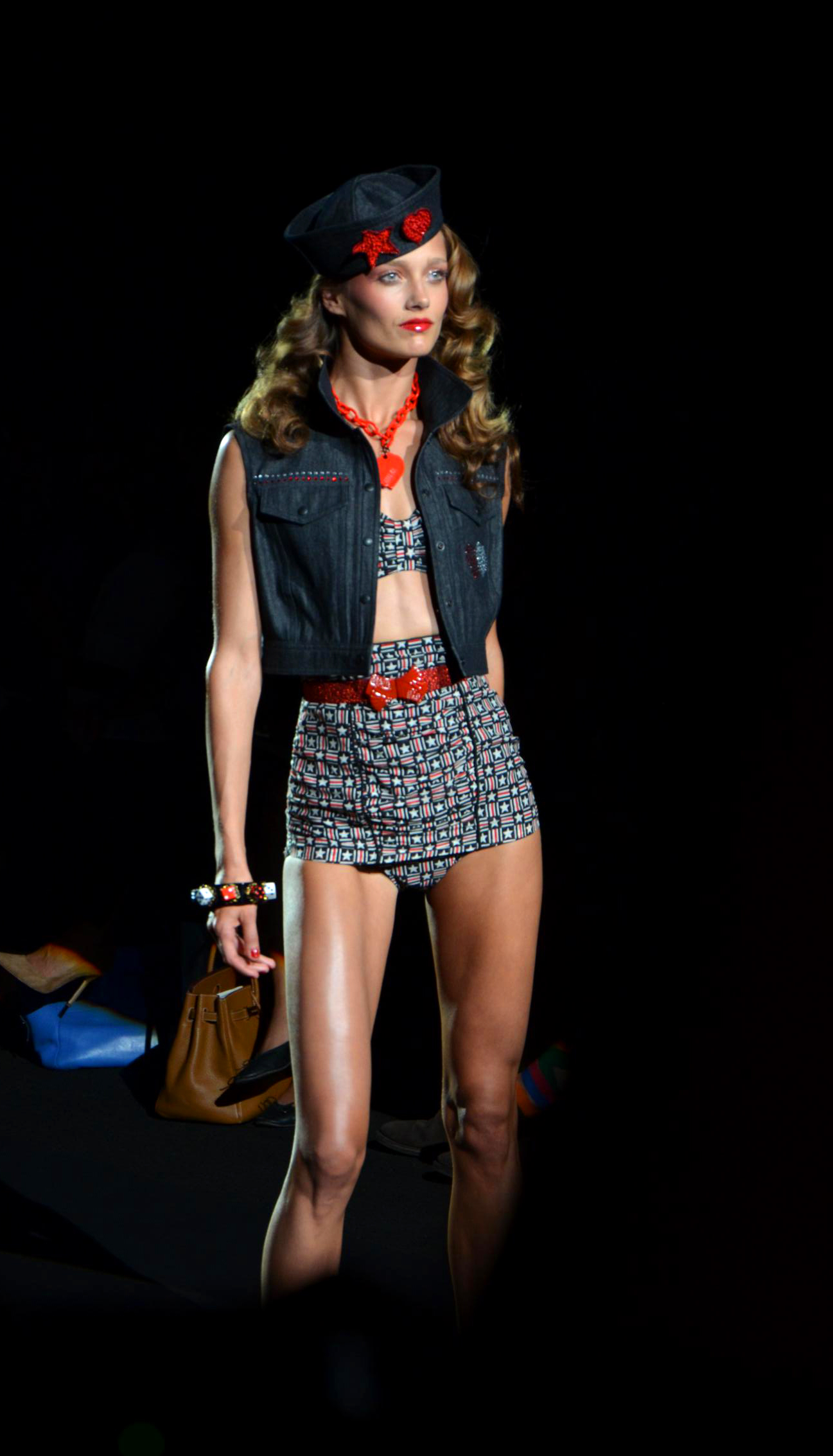
Karmen Pedaru défilant pour Anna Sui en microjupe (2011). Photo : Christopher Macsurak.

Il existe de nombreux types et variantes de jupes, telles : 
- la jupe droite, jupe la plus classique : elle se porte seule ou avec une veste pour constituer un tailleur. Elle est généralement doublée et fendue sur le derrière pour ne pas entraver les mouvements ;
- la jupe en forme ou jupe parapluie ou jupe soleil : coupée dans une étoffe de biais, sa largeur est variable et peut aller jusqu'à former un cercle complet. C'est une forme de jupe répandue dans de nombreuses cultures. Elle affine la silhouette, en moulant la taille et les hanches, puis en s'évasant[10] ;
- la jupe-culotte : sorte de culotte ou de pantalon ample, elle a l'apparence d'une jupe. Elle trouve ses origines vers 1835 par la création de tenues destinées aux sports avec « un vêtement séparant les jambes » alors que le port du pantalon pour les femmes n'est toujours pas accepté[11]. Les choses évoluent au cours de ce siècle, dans une recherche de praticité, avec l'adoption, essentiellement pour les sports dont la bicyclette, de « culottes » (sorte de pantalon large et bouffant)[11]. L'usage de la jupe-culotte devient une forme d'émancipation par le refus d'un vestiaire uniquement masculin pour les pratiques sportives[11]. Utilisée dans une forme raccourcie pour le tennis en 1931, c'est un vêtement qui garde une image sportive[8]. Il revient dans les tendances durant la Seconde Guerre mondiale avant de céder majoritairement sa place au pantalon dans les années 1960[11]. Dans les années 2020, ce vêtement fait un timide retour lorsque Hedi Slimane remet la jupe-culotte dans ses collections, en arrivant chez Celine[12].
- la jupe plissée : la jupe est droite ou évasée et fait des plis. Elle est souvent associée aux uniformes d'écolières, de préférence bleu marine[13]. De nos jours, les tissus synthétiques permettent la permanence des plis ;
- la jupe portefeuille : elle est constituée d'une bande de tissu qui se ferme en se croisant devant ou sur le côté ;
- la minijupe ;
- la jupe midi ;
- la jupe patineuse ;
- la jupe crayon.

Les jupes en cuir sont généralement considérées comme sexy par les personnes attirées par le fétichisme du cuir.[réf. souhaitée]
Il y a aussi la jupe entravée avec volant asymétrique

### Autres types
- La nage, jupe en toile de frise noire portée par les veuves vers 1590 ;
- la basquine, jupe portée par les femmes en pays basque ;
- le philibeg, jupe courte portée par les montagnards écossais ;
- la fustanelle, courte jupe portée par les hommes dans le costume traditionnel grec ;
- la cotte ou cotillon, jupe portée par les paysannes autrefois ;
- le sarong, pièce de tissu que l'on enroule autour du bas du corps et que l'on noue à la hauteur des hanches ;
- le pagne, pièce de tissu, généralement rectangulaire, avec laquelle une personne se couvre les hanches jusqu'aux cuisses ou aux genoux, ou du nombril aux chevilles ;
- le paréo, pièce de tissu coloré, à l'origine tahitien, utilisé comme un pagne, enroulé autour de la taille puis noué.

### Jupes pour hommes en Occident

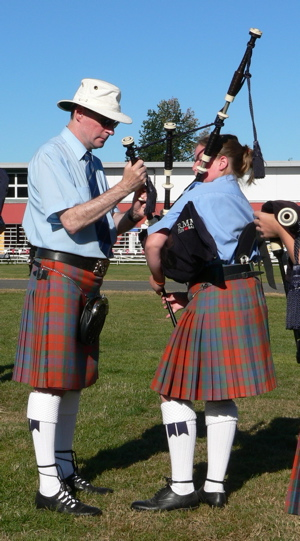
Homme et femme en kilt.

La jupe a toujours été portée par les hommes (pagne égyptien, tunique romaine, etc.). Elle est portée de nos jours dans les pays comme l'Indonésie (sarong) et l'Écosse (kilt), mais a disparu dans de nombreux pays.
La jupe revient progressivement dans la garde-robe masculine au début du xxe siècle, apparaissant dans les collections hommes de couturiers et grands couturiers (Jean Paul Gaultier, Vivienne Westwood, agnès b., Marc Jacobs qui en porte régulièrement lors de ses apparitions publiques, Anderslandinger, Amok, Midasclothing, etc.), voire le cas de danseurs en jupe dans les chorégraphies de Kamel Ouali, Florian Dubos du groupe Kyo en longue jupe noire, David Beckham en sarong, etc.
Comme pour le port du pantalon par les femmes jadis, le port de la jupe par les hommes est aujourd'hui encore source de préjugés (homosexualité, travestisme)[réf. nécessaire].
Après New York, Londres et Madrid qui ont eu leur exposition sur la jupe masculine, c'est au tour d'Ambazac dans la région du Limousin où a lieu en avril 2012 la première exposition bénévole en France sur le sujet.

### Vidéographie
- Éloge de la jupe (Juliette Armanet, Arte France, 2011)
- Sous les pavés, la jupe (Isabelle Cottenceau, Arte France, 2011)